# MTV Europe Music Award za nejlepší africký, blízkovýchodní a indický počin
Seznam výherců a nominovaných MTV Europe Music Awards v kategorii Nejlepší africký, blízkovýchodní a indický počin.

## 2011 - 2019
| Rok  | Vítěz             | Nominovaní                                                  |
| ---- | ----------------- | ----------------------------------------------------------- |
| 2011 | Abdelfattah Grini | - Black Coffee - Cabo Snoop - Fally Ipupa - Scribe - Wizkid |